# Попова, Любовь Васильевна
Любовь Васильевна Попова (24 февраля 1925, Минусинск — 23 февраля 1996, Харьков) — советская и украинская певица (меццо-сопрано), народная артистка Украинской ССР (1976).

## Биография
Любовь Попова родилась 24 февраля 1925 года в городе Минусинск Красноярского края. Отец — Попов Василий Львович, мать — Попова Татьяна Филипповна.
Училась пению у профессора М. И. Михайлова в Харьковской вечерней рабочей музыкальной школе для взрослых.
С 1949 года артистка хора, потом — ведущая солистка Харьковского театра оперы и балета им. Лысенко.
Мать певицы Александры Дурсеневой, солистки Большого театра.

## Оперные роли
- Кармен («Кармен» Ж. Бизе)
- Амнерис («Аида» Дж. Верди)
- Эболи («Дон Карлос» Дж. Верди)
- Маддалена («Риголетто» Дж. Верди)
- Флора («Травиата» Дж. Верди)
- Ваня («Иван Сусанин» М. И. Глинки)
- Ратмир («Руслан и Людмила» М. И. Глинки)
- Графиня («Пиковая дама» П. И. Чайковского)
- Кончаковна («Князь Игорь» А. П. Бородина)
- Марина Мнишек («Борис Годунов» М. П. Мусоргского)
- Одарка («Запорожец за Дунаем» C. С. Гулака-Артемовского)
- Мать («Катерина» Н. Н. Аркаса)
- Стеха, («Назар Стодоля» К. Ф. Данькевича)
- Соломия («Богдан Хмельницкий» К. Ф. Данкевича),
- Аксения («Тихий Дон» И. И. Дзержинского).